# Rodopi (Bulgarien)
Rodopi (bulgarisch: Родопи) ist eine Gemeinde in der Oblast Plowdiw in Zentralbulgarien. Verwaltungssitz der Gemeinde ist Plowdiw, das aber nicht zur Gemeinde Rodopi gehört.

## Geografie

### Lage
Die Gemeinde Rodopi liegt im südwestlichen Bereich der Oblast Plowdiw, zum größten Teil südwestlich der Stadt Plowdiw. Sie liegt in der Thrakischen Ebene an der Mariza am Fuß der Rhodopen.

## Gemeindegliederung
Die Gemeinde Rodopi (bulg. Община Родопи) mit 33.111 Einwohnern (2006) auf einer Fläche von 668 km² besteht nur aus 21 Dörfern.
Zur Gemeinde gehören folgende Orte:
- Belaschtiza
- Bojkowo
- Branipole
- Brestnik
- Brestowiza (Oblast Plowdiw)
- Chrabrino
- Dedowo
- Izwor (Oblast Plowdiw)
- Jagodowo (Oblast Plowdiw)
- Kadiewo
- Krumowo (Oblast Plowdiw)
- Lilkowo
- Markowo (Oblast Plowdiw)
- Orisari (Oblast Plowdiw)
- Parwenez (Oblast Plowdiw)
- Sitowo (Oblast Plowdiw)
- Skobelewo (Oblast Plowdiw)
- Slatitrap
- Tschuren
- Ustina
- Zalapiza

## Nachbargemeinden
Nachbargemeinden innerhalb der Oblast Plowdiw sind – von Norden aus im Uhrzeigersinn – Plowdiw, Mariza, Sadowo, Kuklen, Assenowgrad, Kritschim, Peruschtiza, Stambolijski und Saedinenie.

## Söhne und Töchter der Gemeinde
- Magdalena Georgiewa (* 1962), Ruderin, geboren in Bestowiza
- Emilija Dschingarowa (* 1978), Schachspielerin, geboren in Bestowiza